# Serveur de sons

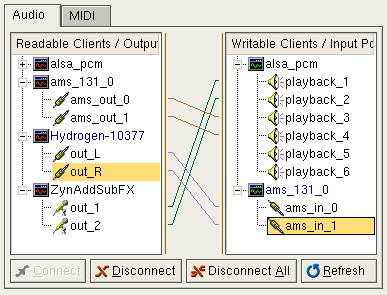
Exemple de serveur de son

Un serveur de sons est un logiciel qui a pour fonction de mixer différents flux audio en un flux unique à destination du matériel informatique. Pour cela, il s'intercale entre les logiciels applicatifs et le pilote du matériel. Il opère en tâche de fond. Il permet également de sélectionner les entrées-sorties audio.

## Exemples
- PulseAudio
- JACK
- PipeWire